# Všestary (Boemia centrale)
Všestary è un comune della Repubblica Ceca facente parte del distretto di Praha-východ, in Boemia Centrale.